# Birstall United F.C.
Câu lạc bộ bóng đá Birstall United là một câu lạc bộ bóng đá có trụ sở ở Birstall, gần Leicester, ở Leicestershire, Anh. Câu lạc bộ hiện là thành viên của United Counties League Division One.

## Lịch sử
Câu lạc bộ được thành lập vào năm 1961, và ban đầu chơi giải bóng đá vào Chủ nhật ở Leicester & District League. Sau khi giành được ba chức vô địch và Leicestershire Sunday Intermediate Cup, đội chuyển sang chơi bóng đá thứ Bảy, tham gia Leicester Mutual League. Đội đã vô địch các hạng đấu năm, bốn và ba trong các mùa giải liên tiếp, trước khi vô địch Division One mùa giải 1972-73. Đội đã giữ được chức vô địch vào mùa giải sau đó, đồng thời giành chức vô địch Leicester Junior Cup South với chiến thắng 4-0 trước Oadby '67.
Sau khi giành chức vô địch Division One thứ ba mùa giải 1975-76, Birstall gia nhập Division Two của Leicestershire Senior League năm 1976. Mùa giải đầu tiên ở Senior League đội đã giành được danh hiệu Division Two và Tebbutt Brown Cup, đánh bại á quân Division Two Hillcroft 3-0 trong trận đá lại sau trận hòa 1-1. Được thăng hạng lên Division One, Birstall kết thúc với vị trí á quân mùa giải 1981-82, mùa giải mà họ cũng giành được Tebbutt Brown Cup, đánh bại nhà vô địch giải đấu Anstey Nomads 1-0 trong trận chung kết. Cả hai lại gặp nhau trong trận chung kết Tebbutt Brown Cup mùa giải 1984-85, với chiến thắng 3-2 trước Birstall.
Mùa giải 1993-94 Birstall giành được Floodlight Cup. Mùa giải 1995-96 chứng kiến đội vô địch Leicestershire and Rutland Senior Cup với chiến thắng 1-0 trước Oadby Town trong trận chung kết. Đội lại giành cúp mùa giải 1997-98, đánh bại Ibstock Welfare trên chấm luân lưu 4-3 sau khi hòa 1-1, và bảo vệ thành công chức vô địch vào mùa giải tiếp theo, đánh bại Oadby Town 2-0 trên chấm luân lưu sau khi hòa 2-2; mùa giải cũng chứng kiến họ kết thúc với tư cách á quân tại Premier Division (nay đã được đổi tên). Sau khi vô địch Premier Division mùa giải 2015-16, câu lạc bộ được thăng hạng lên East Midlands Counties League.
Vào cuối mùa giải 2017-18, Birstall được chuyển đến Division One của United Counties League.

## Danh hiệu
- Leicestershire Senior League
  - Vô địch Premier Division 2015-16
  - Vô địch Division Two 1976-77
  - Vô địch Tebbutt Brown Cup 1976-77, 1981-82, 1984-85
  - Vô địch Floodlit Cup 1993-94
- Leicester Mutual League
  - Vô địch Division One 1972-73, 1973-74, 1975-76
- Leicestershire and Rutland Senior Cup
  - Vô địch 1995-96, 1997-98, 1998-99

## Kỉ lục
- Thành tích tốt nhất tại FA Vase: Vòng Bốn, 1997-98[2]